# Massimo Moriconi
Massimo Moriconi (* 20. Mai 1955 in Rom) ist ein italienischer Bassist, der sowohl im Jazz als auch im Popbereich aktiv ist.

## Leben und Wirken
Moriconi begann im Alter von 13 Jahren mit dem Bassgitarrenspiel; nach einem klassischen Kontrabass-Studium am Konservatorium in Frosinone begann er eine intensive Tätigkeit als Sideman in zahlreichen italienischen und internationalen Formationen.
Zunächst spielte Moriconi Jazz in den Gruppen von Romano Mussolini, Armando Trovajoli, Nicola Arigliano und Marcello Rosa. Von 1980 bis 1989 gehörte er zum RAI-Orchester in Rom. Dann arbeitete er bei Oscar Valdambrini, Saxes Machine, Enrico Pieranunzi, Franco D’Andrea, Tullio De Piscopo, Isoritmo, Gianni Basso, Max De Aloe und Renato Sellani. Zugleich etablierte er sich im Popbereich als Sideman von Künstlern wie Mina (seit 1983 auf allen Alben), Fabio Concato oder Fiorella Mannoia, begleitete aber auch internationale Stars wie Lee Konitz, Tal Farlow, Jerry Lewis, Johnny Hallyday und Liza Minnelli. Zwei Alben entstanden im Trio mit dem Pianisten Danilo Rea und dem Schlagzeuger Alfredo Golino.
Moriconi verzeichnet zudem eine intensive Lehrtätigkeit, seit 1991 auch als Studienleiter an der privaten Università della Musica und ab 2000 bei Percentomusica in Rom und verfasste mehrere Lehrbücher. Er gewann Preise als bester Kontrabassist und bester Studiobassist (Guitar Club, 1995) sowie als bester Jazz/Fusion-Bassist (Chitarre).

## Schriften
- Studiare il basso elettrico (vol. 1 e 2), edizioni Curci
- Laboratorio ritmico, edizioni Carisch
- Walkin’ on Broadway, edizioni Carisch
- Tecnica & Groove, edizioni Volontè

## Diskographische Hinweise
- Bass in the Sky (Ricordi, 1981)
- Full (Phrases, 1987)
- Massimo Moriconi Trio & Guests (Pentaflowers, 1991)
- D’Improvviso (MBO, 2000)
- De Paula, Bosso, Moriconi, Manzi: Four For Jazz (Philology 2004)
- Danilo Rea, Massimo Moriconi, Alfredo Golino: Tre per una (Warner 2019)[2]